# Edgar Braun
Edgar Braun, nemški general in politik, * 9. junij 1939.
Braun, ki je končal Stasijevo Visoko šolo in Partijsko visoko šolo Karl Marx je leta 1982 dosegel najvišji položaj in sicer postal je poveljnik Glavnega oddelka XIX, ki je bil odgovoren za promet, pošto in komunikacije.